# Mengerova houba

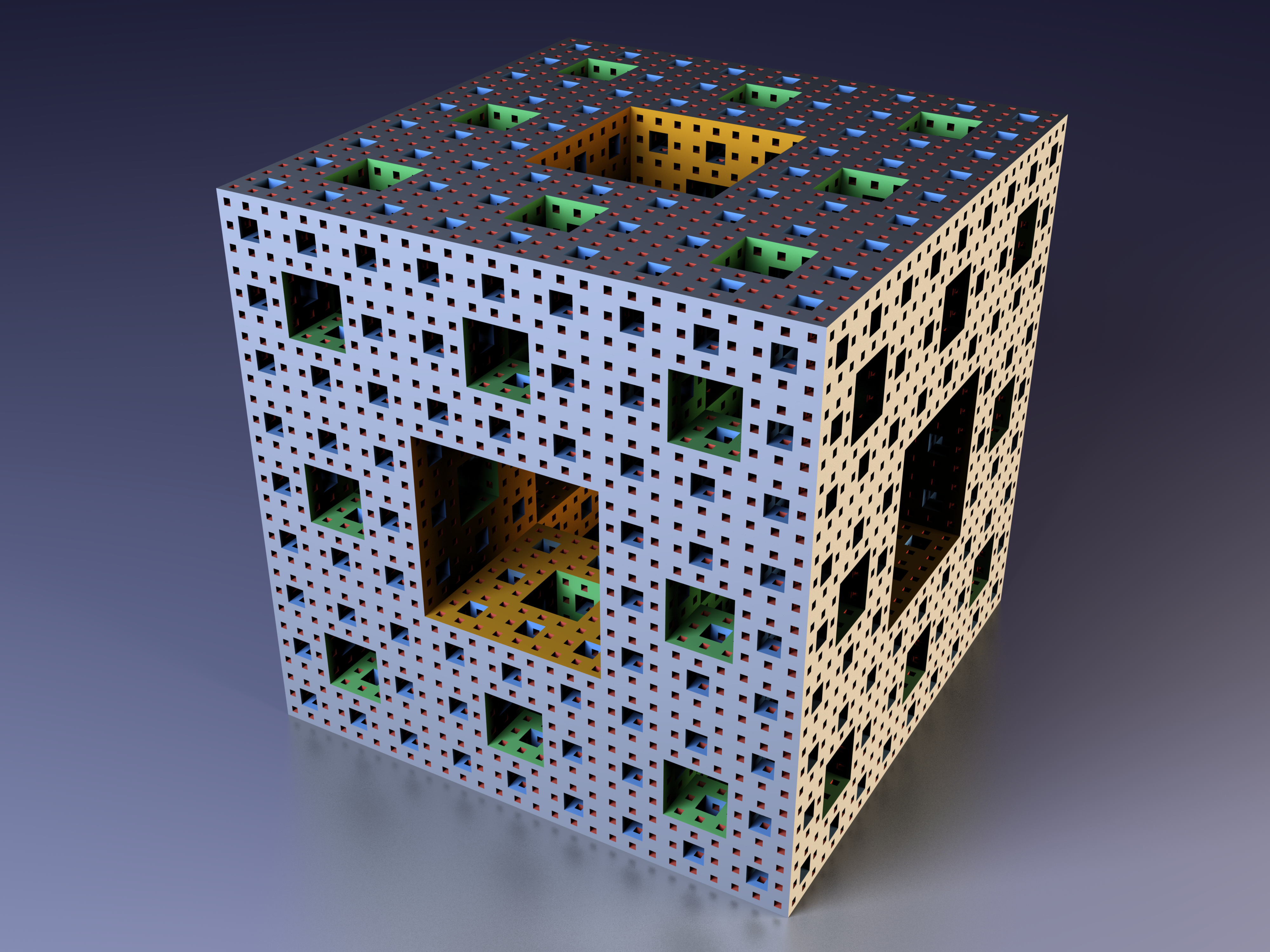
Zobrazení útvaru po 4. kroku

Mengerova houba (též houba Sierpińského-Mengera) je fraktál ve třírozměrném prostoru. Jde o jedno z možných zobecnění Cantorova diskontinua.
Mengerova houba vznikne z krychle následujícím postupem:
- Krychle se rozčlení na 27 shodných krychliček o třetinové délce hran
- odstraní se 7 krychliček, a to šest krychliček ve středech stěn krychle a sedmá ve středu krychle
- tentýž postup se znovu aplikuje na každou ze zbývajících 20 krychliček
- stejně se postupuje dále do nekonečna, v každém dalším kroku vždy pro 3× menší krychličky než v kroku předchozím.[1][2]

Vzniklý útvar, jehož přibližný vzhled je znázorněn na obrázku, má tyto vlastnosti:
- je souvislý
- jeho objem je po nekonečném množství kroků roven nule
- jeho povrch roste nade všechny meze
- jeho konvexním obalem o nejmenším možném objemu je výchozí krychle
- jeho topologická dimenze je rovna 3
- jeho Hausdorffova dimenze je rovna ln 20/ln 3, tj. asi 2,7268[3]